# Caralluma stalagmifera
Caralluma stalagmifera ist eine Pflanzenart aus der Unterfamilie der Seidenpflanzengewächse (Asclepiadoideae). Sie kommt in Indien vor.

## Beschreibung

### Vegetative Merkmale
Caralluma stalagmifera ist eine ausdauernde sukkulente Pflanze. Sie entwickelt wenig verzweigte bis etwa 60 cm hohe Sprossachsen, die sich zur Spitze hin stark verjüngen. Sie haben einen Durchmesser von 5 bis 8 mm und sind im Querschnitt vierkantig mit abgerundeten Kanten. Der obere Abschnitt der Sprossachse, der den Blütenstand ausbildet, ist rund. Sie sind grünlich gefärbt, wobei die Kanten oft rötlich überlaufen sind. Die kleinen Blätter sind bei einer Länge von 2 bis 3 Millimeter schmal und dreieckig.

### Generative Merkmale
Der Blütenstand trägt meist nur eine, höchstens zwei Blüten. Die kleinen Vorblätter sind pfriemlich-dreieckig. Der schlanke, etwa 5 mm lange Blütenstiel ist abgespreizt. Die zwittrige Blüte ist radiärsymmetrisch und fünfzählig. Die fünf Kelchblätter sind 1,5 bis 2 mm lang. Die fünf Kronblätter sind basal verwachsen, der zentrale Teil kurz trichterförmig. Die fleischige Krone ist bei einem Durchmesser von etwa 1 cm radförmig. Die Farbe der Krone ist außen grünlich, innen einheitlich dunkel cremefarben bis dunkel purpurrot und die Kronröhre ist cremefarben. Die oval-lanzettlichen Kronblattzipfel sind an der Spitze behaart, die Ränder sind nach außen umgeschlagen und die Innenseiten glänzen seidig. Die beweglichen Haare der Spitze der Kronblattzipfel sind bis zu 2 mm lang, weiß bis dunkel purpurrot gefärbt und hängen herunter (Artname!). Die basalen Teile der Kronblattzipfelränder sind oft einfach behaart. Die Nebenkrone ist dunkel purpurrot gefärbt.
Die interstaminalen Nebenkronblattzipfel sind an der Basis schalenförmig und mit Nektar gefüllt. Zur Spitze hin sind sie tief eingekerbt. Sie stehen aufrecht und weisen nach, die generelle Form ist lanzettlich-linealisch. Die staminalen Nebenkronblattzipfel sind dreieckig-lanzettlich., am oberen Ende ausgerandet oder fein dreizähnig. Die seitlichen Ränder können sich etwas überlappen. Sie sind oft fein flaumig behaart. Die Pollinien messen 0,25 × 0,3 mm. Die Balgfrüchte sind grün gefärbt mit purpurroten Streifen.

## Vorkommen
Caralluma stalagmifera kommt in Indien vor. Die Typuslokalität ist Vandalur bei Chennai, das frühere Madras im indischen Bundesstaat Tamil Nadu.

## Taxonomie
Die Erstbeschreibung von Caralluma stalagmifera erfolgte 1925 durch Cecil Ernest Claude Fischer in Bulletin of Miscellaneous Information Kew, S. 430.  Das Artepitheton stalagmifera spielt auf die herunter hängenden Haare an den Spitzen der Kronblattzipfel an, von griechisch το στάλαγμα für Tropfen.

## Medizinische Bedeutung
Caralluma stalagmifera wird in der traditionellen indischen Medizin (Ayurveda) benutzt. Der Saft vermischt mit schwarzem Pfeffer wird peroral eingenommen gegen Migräne. Ein Auszug aus den frischen Trieben wird ebenfalls oral bei Diabetes verabreicht. Nach Reddy et al. (1996) hat Caralluma stalagmifera entzündungshemmende Wirkung.

## Belege